# Plato-centralna regija
Plato-centralna regija je jedna od trinaest administrativnih regija Burkine Faso.
Nastala je 2. srpnja 2001. Stanovništvo Platoa brojilo je 696.372 stanovnika u 2006. godini. Glavni grad regije je Ziniaré. Tri provincije čine regiju: Ganzourgou, Kourwéogo i Oubritenga.